# A négyes szövetség háborúja
A négyes szövetség háborúja, németül: Krieg der Quadrupelallianz, spanyolul: Guerra de la Cuádruple Alianza, angolul: War of the Quadruple Alliance 1718–1720 között zajlott.
A Bourbon-házi Spanyol Királyság uralkodója háborút indított a spanyol örökösödési háborúban elvesztett itáliai birtokai visszaszerzésének, a Földközi-tengeren a spanyol hegemónia helyreállításának és az utrechti békeszerződés revíziójának szándékával. Nagy-Britannia, a Francia Királyság, a Holland Köztársaság és a Savoyai Hercegség a négyes szövetségbe tömörülve szembeszálltak a spanyol támadással.
A harc már 1717-ben megkezdődött, a formális hadüzeneteket azonban csak 1718 decemberében küldték el. A szövetség túlereje meghátrálásra késztette Spanyolországot, a háborút az 1720-as hágai békeszerződés zárta le, amelynek értelmében Spanyolország lemondott háborús hódításairól és lényegében helyreállította a háború előtti állapotot. A Savoyai-ház Szicília helyett Szardíniát kapta meg, létrejött a Szárd–Piemonti Királyság.

## Előzmények

### Az utrechti békeszerződés rendszere
A spanyol örökösödési háborút (1701–1714) lezáró utrechti és rastatti békeszerződésekben az európai nagyhatalmak a Bourbon-házi Fülöp francia királyi herceget, Anjou hercegét, XIV. Lajos francia király unokáját elismerték Spanyolország királyának. A szerződés értelmében azonban a Spanyol Királyság elveszítette minden itáliai birtokát. A Milánói Hercegséget, a Nápolyi Királyságot és Szardínia szigetét az osztrák Habsburg-ház szerezte meg. A Szicíliai Királyságot a Savoyai-háznak, azaz II. Viktor Amadé savoyai hercegnek ítélték, aki felvette Szicília királyának címét.

### Spanyolország revíziós tervei
A 13 éven át tartó háborúban meggyengült Spanyolországot az új király, V. Fülöp igyekezett talpra állítani. 1714 elején Fülöp megözvegyült. Második házasságát (1714 végén) a becsvágyó Farnese Erzsébet parmai hercegnővel (1692–1766) a nem kevésbé becsvágyó Giulio Alberoni bíboros (1664–1752) hozta tető alá. Alberoni a királyné személyes tanácsadója lett, 1715-ben a király főminiszterré nevezte ki. Az erős kézzel kormányzó Alberoni – francia tanácsadókra is támaszkodva – sikeresen megreformálta az állam pénzügyeit, stabilizálta a spanyol gazdaságot. A bíboros megerősítette a haderőt, és 1718-ra mintegy 50 sorhajóból álló új spanyol hadiflottát szerelt fel.
V. Fülöpnek első házasságából már 3 fia volt. A második feleségétől születő gyermekeknek nemigen volt esélyük a spanyol trónra. A Parmából származó új királyné tehát ragaszkodott ahhoz, hogy saját gyermekei számára a király Itáliában szerezzen hercegségeket. A királyné igénye találkozott a király és Alberoni bíboros terveivel, akik Spanyolország elveszített hatalmát akarták helyreállítani. Spanyolország ezért bejelentette igényét Szicíliára és Szardíniára, amelyek az utrechti szerződés óta a Habsburg Ausztria birtokai voltak.

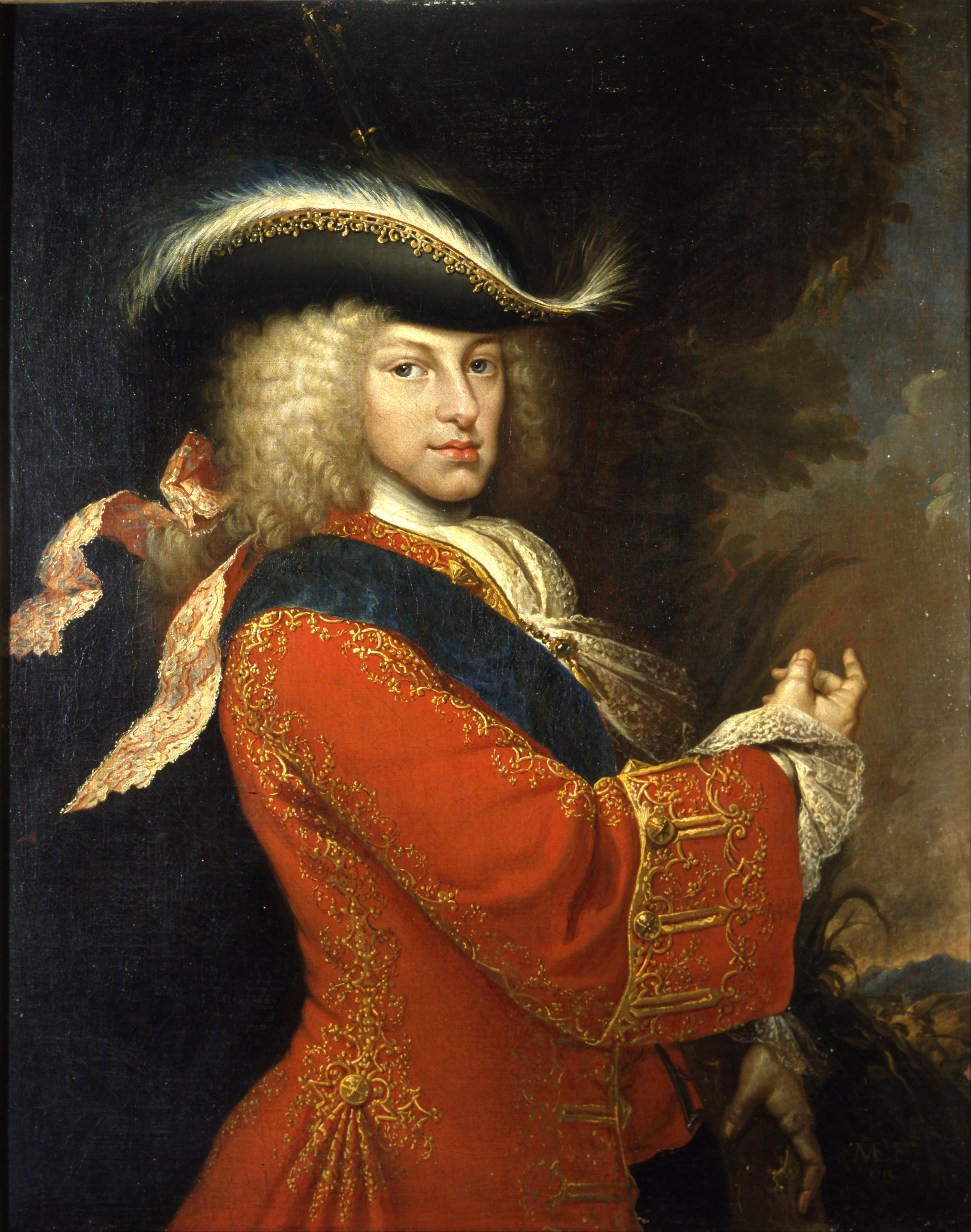
V. Fülöp spanyol király
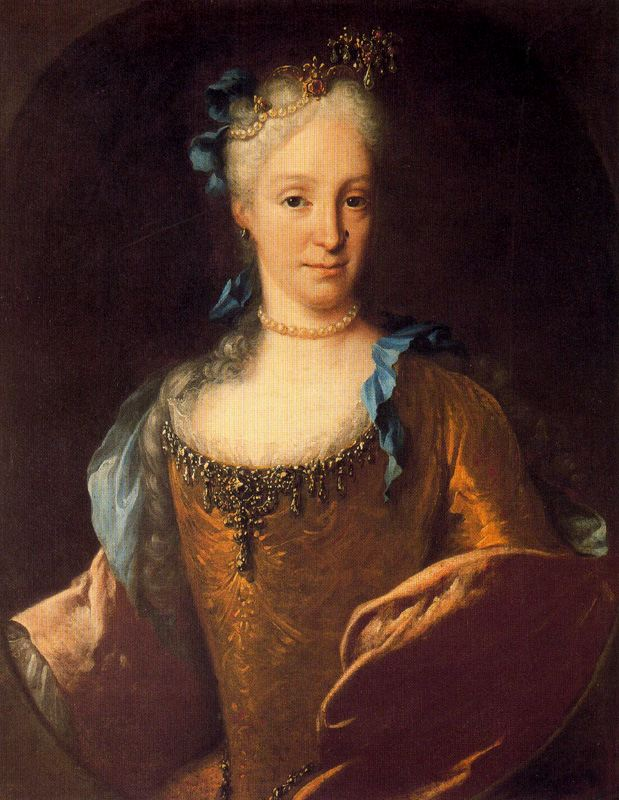
Farnese Erzsébet
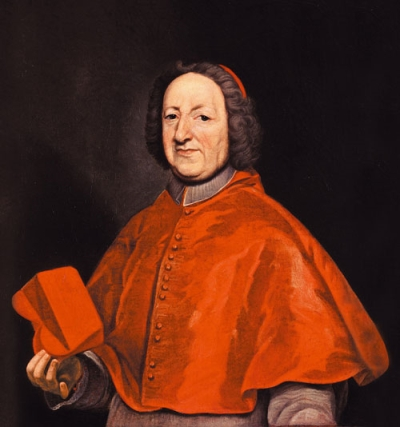
Giulio Alberoni bíboros

### A hármas szövetség megalakulása
XIV. Lajos francia király halála (1715) óta Franciaország uralkodója az ötéves XV. Lajos francia király volt, akinek nevében (II.) Orléans-i Fülöp herceg régensként kormányzott. A gyenge egészségű gyermekkirály XIV. Lajos dédunokája, V. Fülöp spanyol király unokaöccse volt. Esetleges elhunyta esetén a francia trónra spanyol Bourbonok támaszthattak volna igényt. A régens ezért élvezte Nagy-Britannia támogatását, aki bármi áron meg kívánta akadályozni a két Bourbon-monarchia egyesítését. A spanyol expanziós terveket a Holland Köztársaság is fenyegetőnek ítélte. Ez a három hatalom 1717. január 4-én megkötötte a hármas szövetséget, hogy közös diplomáciai lépéseket tegyenek Spanyolország ellen.

## A háború lefolyása

### A harcok kirobbanása
1714-ben a Velencei Köztársaság és az Oszmán Birodalom között háború tört ki. 1716-ban a Habsburg Birodalom belépett a háborúba Velence oldalán. Megkezdődött az újabb Habsburg–török háború (1716–1718).
Spanyolország kihasználta a kedvező alkalmat. A hármas szövetség tiltakozását figyelmen kívül hagyva 1717 novemberében 8000 főnyi spanyol katonaság szállt partra a Habsburg Birodalomhoz tartozó Szardínia szigetén. Ausztria alig reagált, mert a Habsburg birodalmi haderő zöme a balkáni harcokban volt lekötve, és Savoyai Jenő herceg (1683-1736), a bécsi Haditanács elnöke el akarta kerülni egy súlyosabb itáliai háború kitörését. Csupán a Habsburg kézben lévő Nápolyi Királyság haderejét erősítette meg, mert úgy ítélte, a spanyol offenzíva Nápolyt is fenyegetheti.

### A négyes szövetség megalakulása
A Szardínia elleni spanyol támadás kényszerhelyzetbe hozta Ausztriát. A hármas szövetség tagjai igyekeztek békekötésre bírni az Oszmán Birodalmat és az ellene harcoló államokat, hogy a Habsburg Birodalom minél előbb bevethesse haderejét Spanyolország ellen. Savoyai Jenő győzelmei nyomán a Török Portán is megérlelődött a megegyezési szándék. Brit és holland közvetítéssel végül 1718. július 21-én megkötötték a pozsareváci békeszerződést, amelyben Ausztria megtarthatta összes hódítását. A Temesköz, a Bánát, a Havasalföld nyugati fele és Szerbia északi része, Belgráddal együtt a Habsburgok kezére került, a Velencei Köztársaság végleg megszerezte a Morea-félszigetet.
Guillaume Dubois bíboros, francia főminiszter szívós munkával dolgozott a katonai szövetség kibővítésén. 1718. augusztus 2-án a londoni egyezménnyel létrehozták a négyes szövetséget. A hármas szövetséghez VI. Károly császár is csatlakozott a Német-római Birodalom nevében. Az egyezmény a Holland Köztársaság részvételét is előirányozta, de az csak később, 1719. február 16-án csatlakozott. A szövetség tagállamai fő célként az európai hatalmi egyensúly biztosítását deklarálták. A császár a nápolyi és szicíliai királyságok megtartása fejében hajlandó volt lemondani a spanyol trón iránti igényéről, beleegyezett, hogy Szardíniát elcseréli Szicília ellenében, és késznek mutatkozott elfogadni a spanyol Bourbon-ház itáliai jelenlétét. A szövetség feltételeit elküldték Madridba azzal, hogy ha Spanyolország nem fogadja el azokat, a szövetség hadüzenetével kell számolnia.

### Hadi események 1718-ban
V. Fülöp spanyol király flottája azonban már 1718. július 3-án partra szállt Szicíliában is, amelyet az utrechti szerződés értelmében ekkor a Savoyai-ház birtokolt. A spanyol csapatok július 7-én bevették Palermót, és hamarosan elfoglalták az egész szigetet. Messinát ostrom alá vették, az erőd sokáig kitartott, csak 1718 szeptemberében foglalták el. A spanyol inváziót hivatalosan azzal indokolták, hogy a szicíliai lakosság elégedetlen volt a savoyai kormányzattal. Alberoni bíboros tárgyalásokat kezdett a Savoyai Hercegséggel, igyekezett rávenni II. Viktor Amadé herceget egy közös Habsburg-ellenes fellépésre, részt kínálva neki az elfoglalt területekből. Az elővigyázatos Viktor Amadé mindvégig tárgyalásokat folytatott a spanyolokkal, de a szövetségkötést addig halasztgatta, amíg a háború véget nem ért.

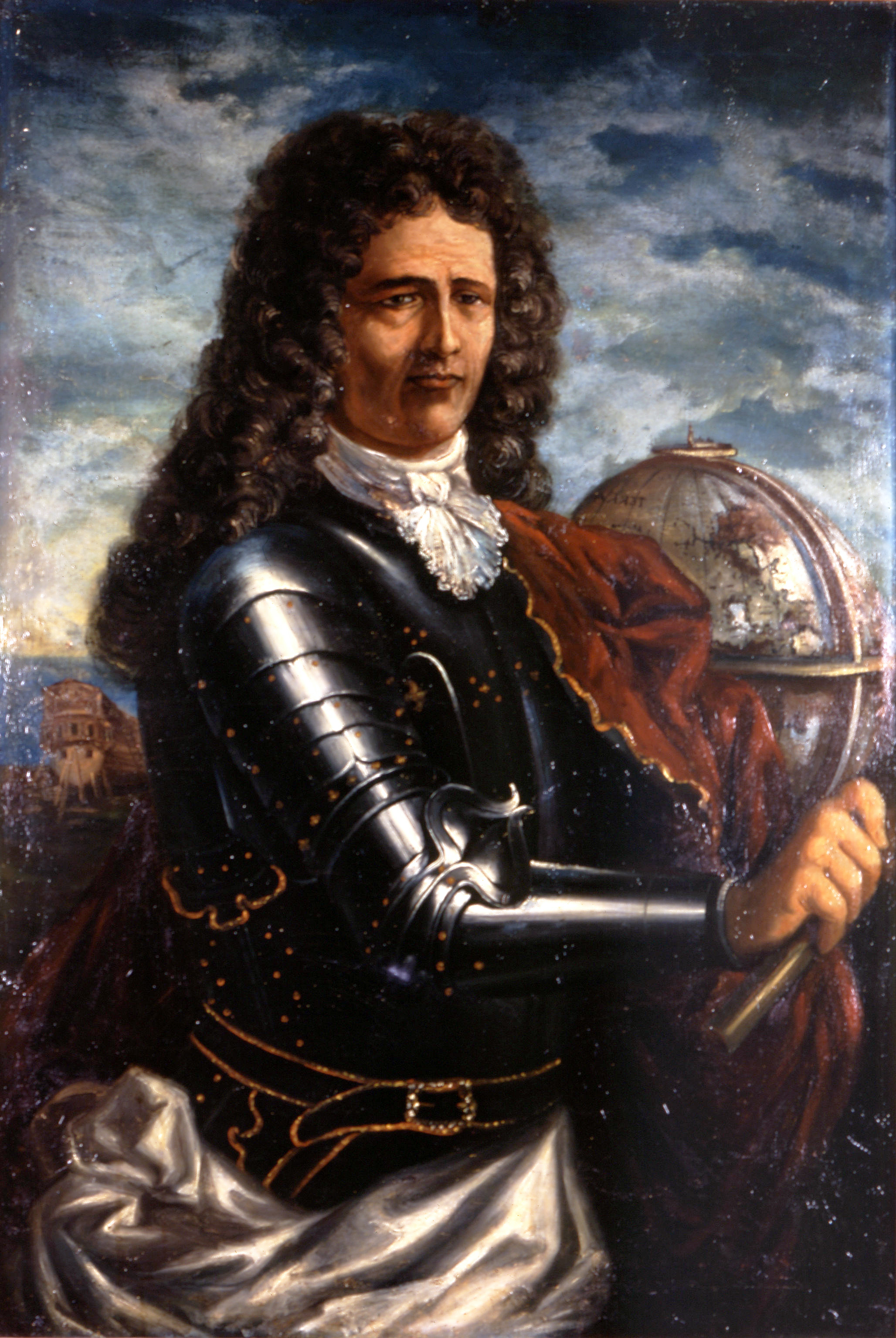
Antonio de Gaztañeta spanyol tengernagy
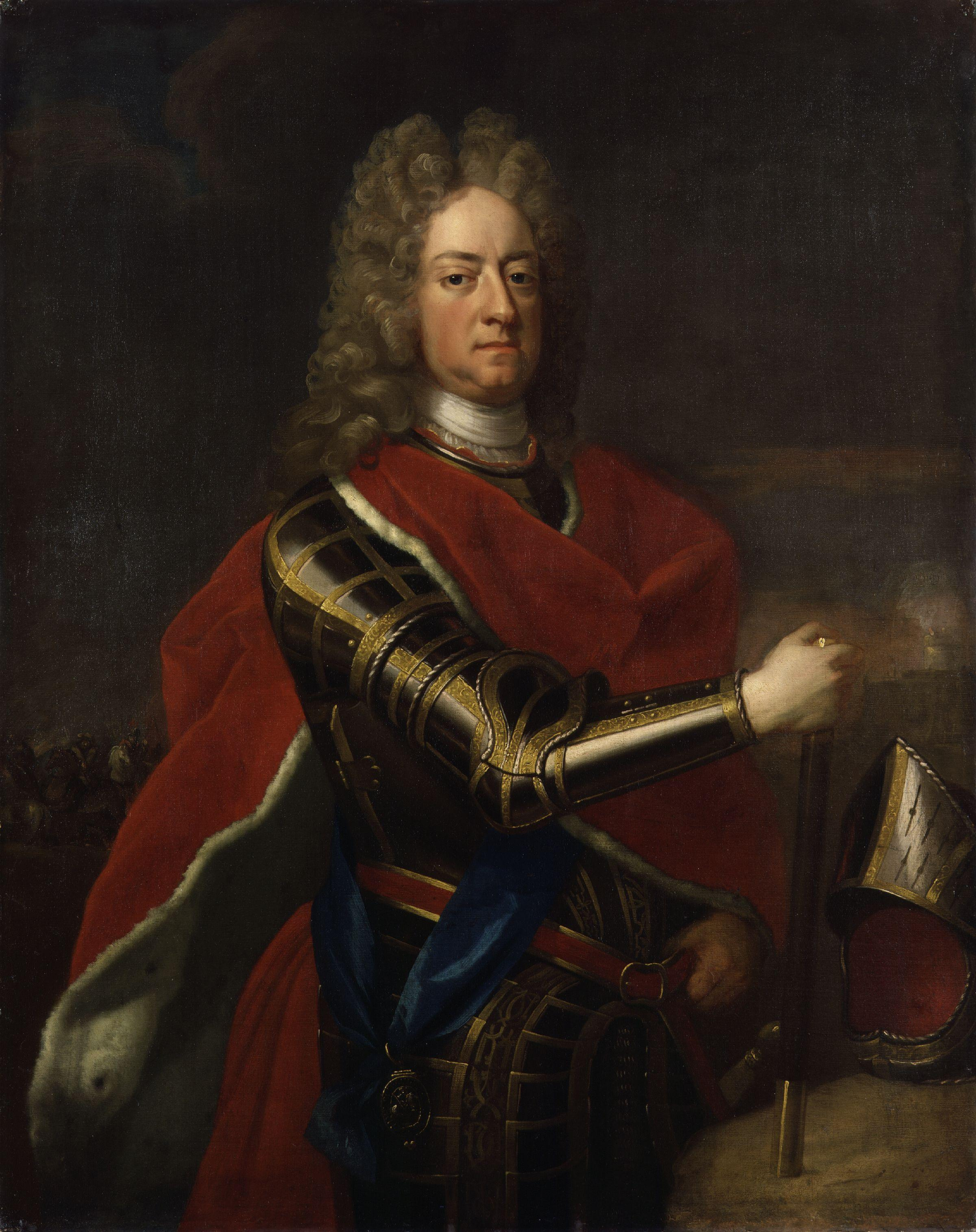
James Butler, Ormonde hercege
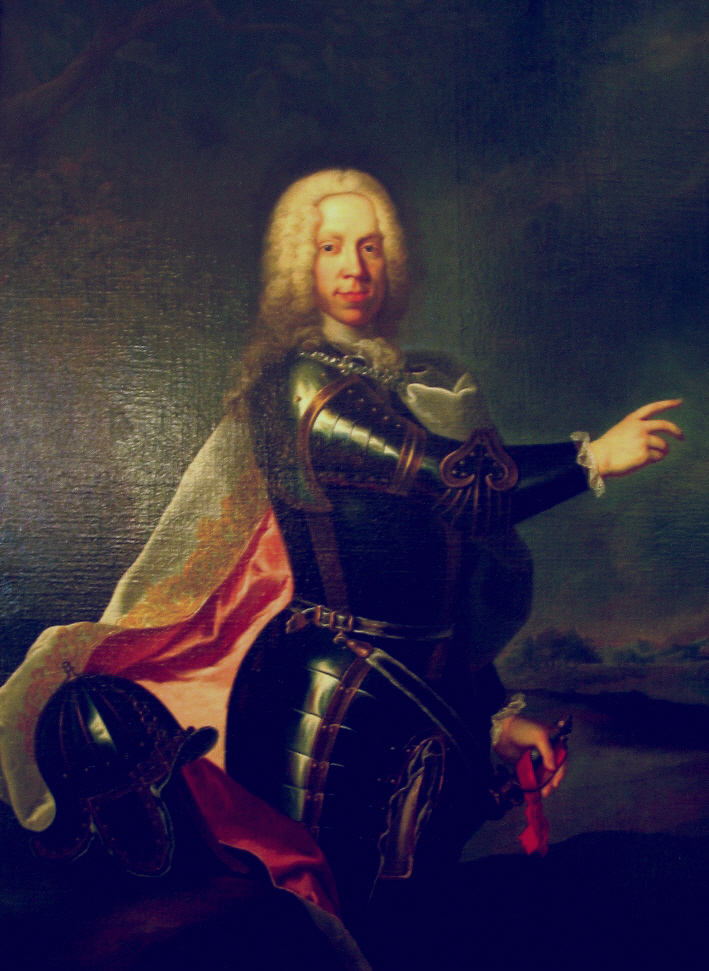
Wirich Philipp von und zu Daun, Nápoly alkirálya
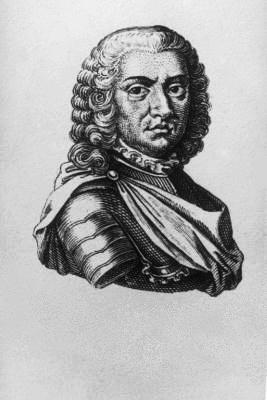
Claudius Florimund, Mercy grófja, császári tábornagy
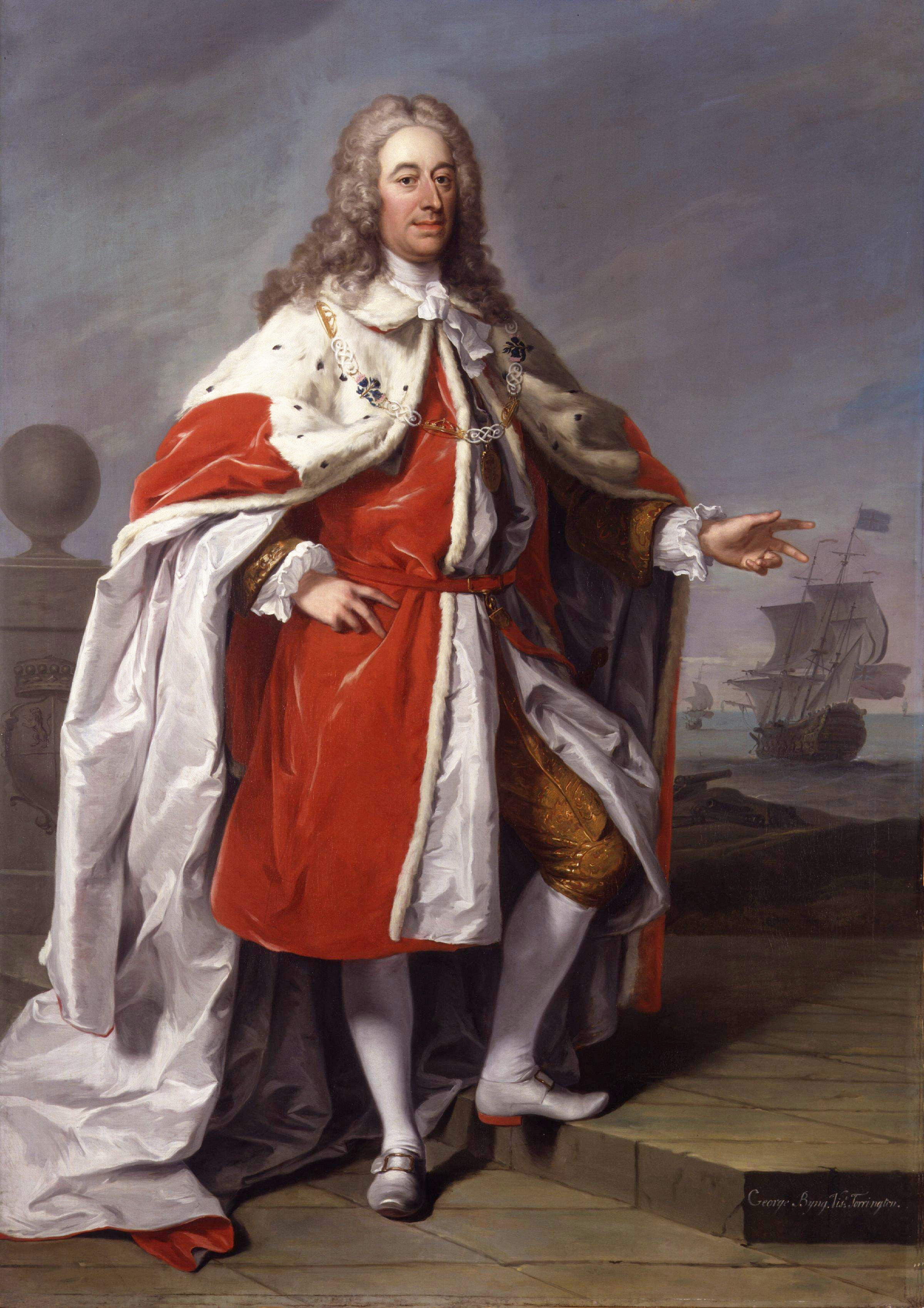
George Byng brit tengernagy
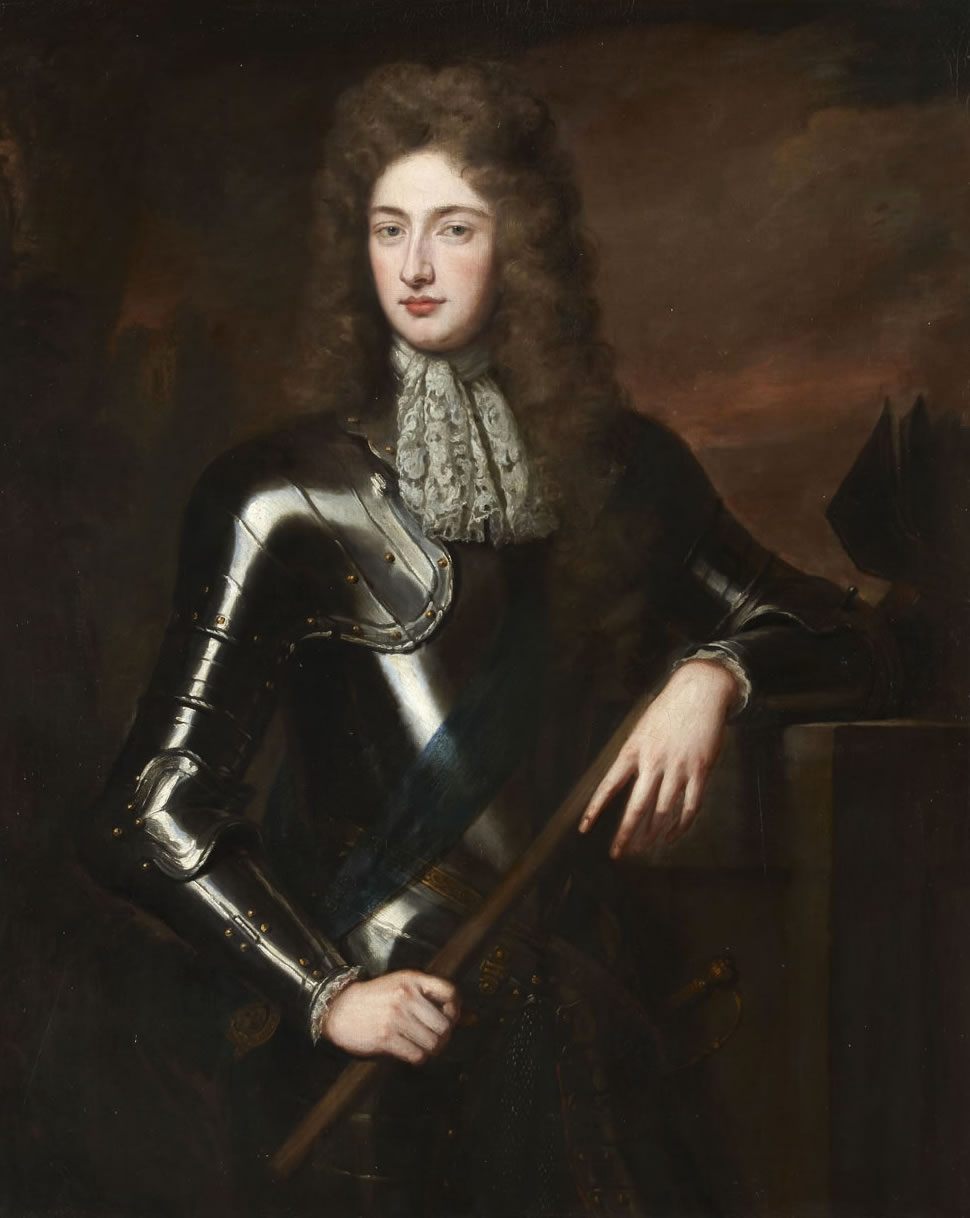
James FitzJames, Berwick hercege

Nagy-Britannia ekkor George Byng admirális parancsnoksága alatt a Földközi-tenger nyugati medencéjébe küldött egy erős flottaköteléket (22 sorhajót és 6 kisebb egységet, 1444 ágyúval), úgymond „a brit kereskedelmi érdekek védelmére.” Nápoly osztrák alkirályától, Wirich Philipp von Daun tábornoktól Byng megtudta, hogy hamarosan Habsburg-haderőt indítanak Szicília visszafoglalására. Az átkelést biztosítani kellett. A brit flottakötelék végigkutatta a partvidéket. 1718. augusztus 11-én Szicília délkeleti csúcsánál, a Passero-fok közelében rátalált a spanyol flottára (23 sorhajó, 7 kisebb egység, 1096 ágyú), a baszk származású Antonio de Gaztañeta (Castaneta) admirális parancsnoksága alatt. Mivel még nem történt hadüzenet, Byng ügyesen provokálta Castanetát. A spanyolok tüzeltek először, a kialakuló tengeri csatában a brit flotta (Byng hivatalos jelentése szerint „önvédelemből”) szétverte a spanyol köteléket (10 sorhajót és 4 fregattot zsákmányoltak, 4 sorhajót elsüllyesztettek), megtörve a spanyol hadiflotta erejét, megnehezítve a szardíniai és szicíliai spanyol csapatok utánpótlását.
A Nápolyban összpontosított kis Habsburg-hadsereget a brit hajók 1718 őszén átszállították Szicíliába, hogy a négyes szövetség döntése szerint visszafoglalják azt a császár részére. A csapatokat október 13-án szállították partra Milazzo közelében (Messinától 45 km-re nyugatra). 1718. október 15-én Wirich von Daun csapatai támadást intéztek  Lede márki spanyol csapatai ellen, de az első milazzói csatában visszaverték őket. Az osztrákok – akiket a brit flotta a tengerről támogatott – megtartották a milazzói erődöt, de nem tudtak kitörni a spanyol ostromzár alatt tartott hídfőből.
1718. december 17-én Spanyolország végleg visszautasította a négyes szövetség feltételeit, erre Nagy-Britannia hivatalos hadüzenetet küldött. A háború kiterjedt a dél-amerikai spanyol gyarmatokra is, ahol a britek pozíciókat próbáltak szerezni. Az 1718-as év végére Nagy-Britannia és a Habsburg Birodalom már hadban álltak Spanyolországgal. (Hollandia csak 1719 augusztusában kapcsolódott be a háborúba.)

### Hadi események 1719-ben
1718 decemberében Dubois bíboros, francia külügyminiszter emberei egy Spanyolországból irányított főúri összeesküvést lepleztek le, amelynek célja Orléans-i Fülöp régens leváltása volt. Helyére, a gyermek XV. Lajos gyámjaként V. Fülöp spanyol királyt helyezték volna. A „Cellamare-összeesküvést” a spanyol nagykövet, Antonio del Giudice, Cellamare hercege szervezte, a francia udvar befolyásos tagjai támogatták, elsősorban XIV. Lajos balkézről való, törvényesített leszármazottai, az Orléans-ház ellenségei. A régens felszámolta a szervezkedést, a francia résztvevőket a Bastille-ba záratta. Cellamare hercegét letartóztatták és kiutasították az országból.
1718. december 27-én a régens hadat üzent Spanyolországnak. Erődemonstráció következett: 1719 áprilisában egy 20 000 fős francia hadsereg, Berwick herceg, marsall vezetésével a Pireneusokon át benyomult a Baszkföldre. Június 18-án elfoglalták Fuenterrabíát, augusztus 17-én Pasajest és Donostia-San Sebastiánt. Egy másik hadoszlop Katalóniába nyomult, elfoglalta Seo de Urgelt (katalánul: La Seu d’Urgell) V. Fülöp csapatait Pamplonában összpontosította. Hadvezére, Francisco Pío de Saboya y Moura herceg, Castel-Rodrigo márkija, Barcelona katonai kormányzója sikeres ellentámadást indított, ennek során Fuenterrabíát sikerült visszafoglalnia. Egy legenda szerint a végveszélyben maga Farnese Erzsébet királyné is nyeregbe szállt, és személyesen vezetett harcba egy spanyol hadosztályt. Valójában a francia előrenyomulás az utánpótlási gondok miatt fékeződött le.
A francia flotta támadást intézett a kantábriai Santoña kikötővárosa ellen, elpusztítva a kikötő berendezéseit és az erőd tüzérütegeit.
Az 1719-es év során az osztrákok új ellenoffenzívát indítottak Szicíliában. Mivel Savoyai Jenő nem vállalta a főparancsnokságot, az itáliai Habsburg-haderőt a lotaringiai Claudius Florimund Mercy gróf, tábornagy (franciásan Claude Florimond de Mercy, 1666–1734) irányította. Mercy grófja június 20-án támadást intézett a Francavilla di Sicilia mellett táborozó spanyol főerő ellen, de a francavillai csatában vereséget szenvedett. Lede márki azonban nem tudta kiaknázni győzelmét. A brit flotta elvágta anyaországától, készletei fogytak. A második milazzói csatában már Mercy csapatai győztek, októberben visszafoglalták Messinát, és ostrom alá vették Palermót.
A brit flotta blokádjától szenvedő Spanyolországban Alberoni bíboros a skót jakobiták függetlenségi mozgalmát kívánta felhasználni Nagy-Britannia meggyengítésére. Az Írországból száműzött Ormonde hercege 1719. március 6-án kihajózott Cádizból egy 5000 spanyol katonát szállító flottával. Köztük volt James Keith, Marishal 9. earl-jének fia. Az expedíciós hadsereg célja egy nagy skót felkelés kirobbantása és támogatása lett volna, amely megbuktatja I. György királyt. Helyére James Stuartot, az elűzött II. Jakab angol király fiát, a jakobiták trónkövetelőjét, az „Old Pretendert” ültették volna. Skócia nyugati partvidékén akartak partra szállni, de egy vihar már Galicia partjainál szétszórta őket, és nem jutottak el a Brit-szigetekre.
Egy hónappal később La Coruñából egy kisebb expedíció indult, 300 spanyol katonával, James Keith bátyjának, George Keithnek, Marischal 10. earljének vezetésével. Sikeresen partra szálltak Eilean Donan-i várnál, itt 1000 főnyi skót harcos csatlakozott hozzájuk. Júniusban azonban a glenshieli csatában vereséget szenvedtek az angol csapatoktól.
A Brit-szigetek elleni támadást megtorlandó, 1719 szeptemberében 4000 brit katona szállt partra Galiciában. Elfoglalták Vigo kikötőjét, majd a szárazföld belsejében Pontevedrát is. A francia határtól távol eső területen végrehajtott támadás nagy riadalmat keltett, a spanyol kormányzat ráébredt az anyaország sebezhetőségére.
A háború kiterjedt az észak-amerikai gyarmatokra is. 1719 májusában francia csapatok elfoglalták a nyugat-floridai Pensacola spanyol várost, hogy megelőzzenek egy Dél-Karolina elleni spanyol támadást. Augusztusban a spanyolok visszafoglalták a várost, de az év végén a franciák ismét bevették.
1720 februárjában Kubából egy spanyol flottilla indult el, 1200 katonával, José Cornejo kapitány vezetésével a Bahama-szigetek felé. Nassau kikötőjébe (éppen egy spanyol inváziótól tartva) brit hadihajókat rendeltek. A spanyol különítmény azonban a sziget túloldalán szállt partra és végigrabolták Nassau környékét. Woodes Rogers, a kalózból lett kormányzó milicistái a nassaui csatában elűzték őket, a spanyolok zsákmányukkal hazatértek.

### A háború lezárása
1719 augusztusában Hollandia is belépett a háborúba a szövetség oldalán. A madridi kormány belátta, hogy a négyhatalmi szövetség túlereje ellen nem érhet el sikert, és tárgyalásokat javasolt. A szövetségesek első követelése az volt, hogy V. Fülöp távolítsa el Alberoni bíborost, a háború fő felelősét. 1719. december 5-én Alberonit minden tisztségétől megfosztották és kötelezték, hogy 3 héten belül hagyja el Spanyolországot. Ezután megkezdődtek a béketárgyalások, amelyek eredményeképpen 1720. február 20-án aláírták a hágai békeszerződést, amely lezárta a nyugat-európai háborút. A szicíliai harcok csak később, egy külön megegyezés (úgynevezett palermói konvenció) után szűntek meg. 1720 májusában Lede márki csapatai kiürítették Szicíliát és Szardíniát.

## Következmények
V. Fülöp spanyol királynak ki kellett ürítenie az összes általa megszállt területet. Ugyanakkor Farnese Erzsébet fiának, Károly infánsnak (1716-1788) odaígérték Parma és Piacenza hercegségeit és a Toszkánai Nagyhercegséget is, ha a Farnese-ház férfiágon kihalna. (A Parmában uralkodó Antonio Farnese herceg (1679–1731) gyermektelen volt, halála esetén unokahúgát, Farnese Erzsébet hercegnőt, Spanyolország királynéját illette a hercegi örökség). Ez 1731-ben bekövetkezett, és Károly infáns rövid időre, 1731-től 1735-ig Parma és Piacenza hercege lett. Előtte azonban még lezajlott a brit–spanyol háború (1727–1729).
A nyugat-floridai Pensacola várost, amely a háború alatt többször is gazdát cserélt, a francia csapatok lerombolták, majd a romokat visszaadták Spanyolországnak.
A Habsburgok lemondtak Szardíniáról, cserébe visszakapták a sokkal gazdagabb és stratégiailag fontosabb Szicíliát. Ennek ellentételeként VI. Károlynak le kellett mondania a spanyol trón iránti igényéről. Az ügyesen manőverező II. Viktor Amadé savoyai herceg azonban megkapta a császártól Szardíniát, és elismerték Szardínia királyának. Ezzel megszületett a Szárd–Piemonti Királyság, amely a következő évszázadban egész Itáliát saját hatalma alá hajtotta.
A négyes szövetség háborúja bizonyos mértékig még a spanyol örökösödési háború folytatásának tekinthető, mivel a Földközi-tengeri hatalmi viszonyokat az utrechti szerződés nem, csak az 1720-as palermói konvenció tisztázta. A következő években Spanyolország kitört diplomáciai elszigeteltségéből. A lengyel örökösödési háborút (1733-1738) kihasználva 1735-ben V. Fülöp még a Nápolyi és a Szicíliai Királyságot is megszerezte Farnese Erzsébet legidősebb fia, Károly infáns számára. (Cserébe viszont Spanyolországnak ismét le kellett mondania a Parmai Hercegségről, amit csak 1748-ban, az osztrák örökösödési háborúban szereztek meg újra, V. Fülöp és Farnese Erzsébet ifjabbik fia, Fülöp infáns számára).